# 阜昌街道
岫岩镇，是中华人民共和国辽宁省鞍山市岫岩满族自治县下辖的一个乡镇级行政单位。2019年12月，撤销大宁街道，下辖的3个村成建制划入阜昌街道。

## 行政区划
岫岩镇下辖以下地区：
双眼井社区、北门社区、东门社区、小什街社区、城东社区、金矿社区、东风社区、宏明社区、西北营村和城东沟村。